# Hotel Weisses Kreuz

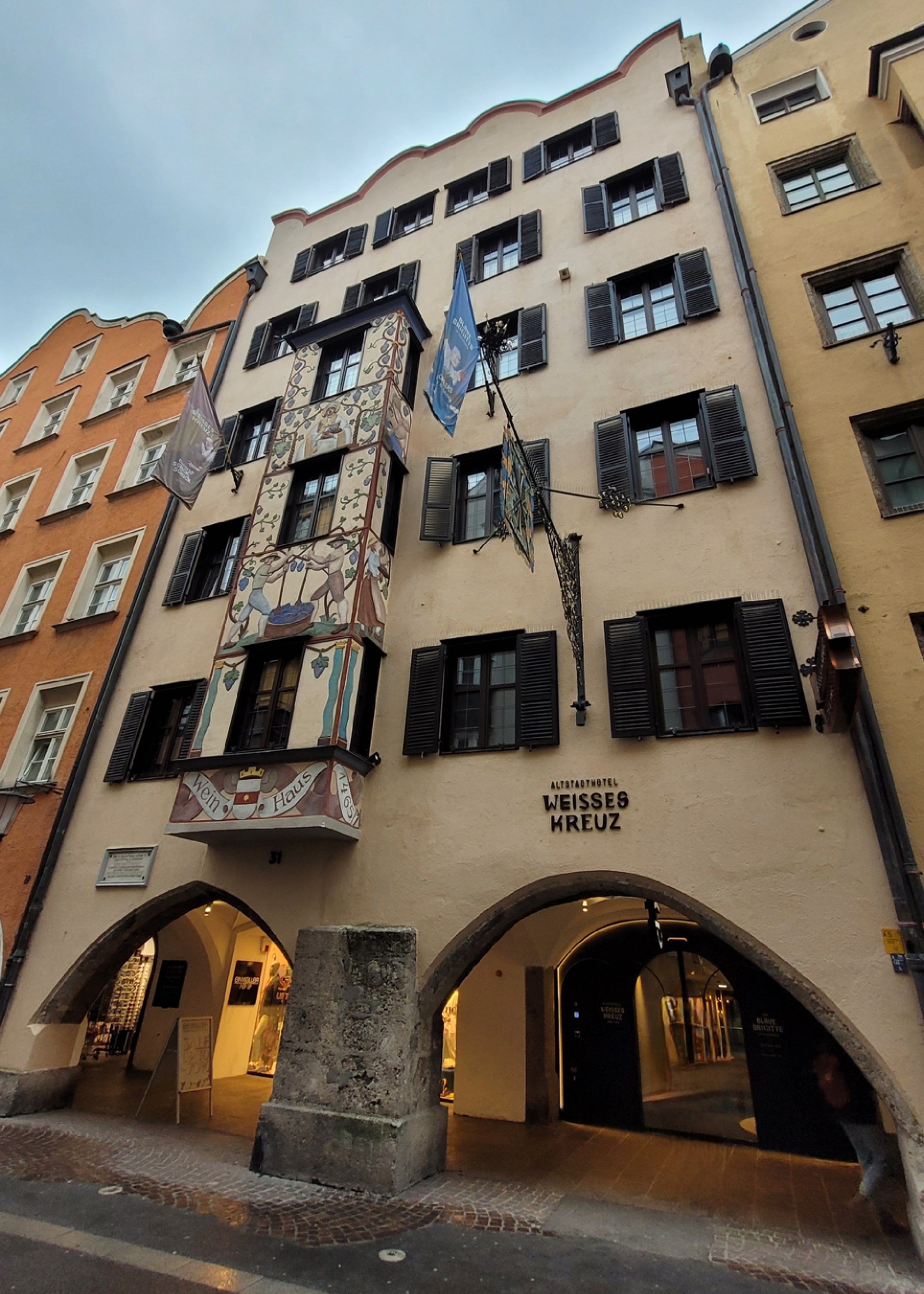
Das Weisse Kreuz 2024

Das Hotel Weisses Kreuz ist ein Hotel in der Altstadt von Innsbruck und zählt mit seiner Gründung im Jahr 1465 zu den ältesten und geschichtsträchtigsten Hotels Europas. Das ins 15. oder 16. Jahrhundert zurückgehende Gebäude steht zudem unter Denkmalschutz (Listeneintrag).

## Geschichte
Im Jahr 1465 wurde der Gasthof „zum weysen kreutz“ mit der Wirtsgerechtsame ausgestattet. Leopold Spiess war der erste namentlich bekannte Besitzer des Gasthofes, er taucht 1485 zum ersten Mal in Aufzeichnungen auf. Ab 1468 ist die kontinuierliche Besitzerreihenfolge des Hauses dokumentiert. 1745 war es im Besitz des Innsbrucker Bürgermeisters Josef Ignaz Delevo, 1775 wird es als Besitz des Nikolaus Benz als „die Weißen Kreuz Wirtsbehausung“ genannt. Um die Mitte des 19. Jahrhunderts hatte der Gasthof den größten Tanzsaal Innsbrucks. 1861 wurde das Gebäude um ein viertes Stockwerk erhöht und neu fassadiert sowie im Inneren modernisiert und umgestaltet. 1897 wurde das Verkaufslokal im Erdgeschoß zum Schanklokal umfunktioniert.

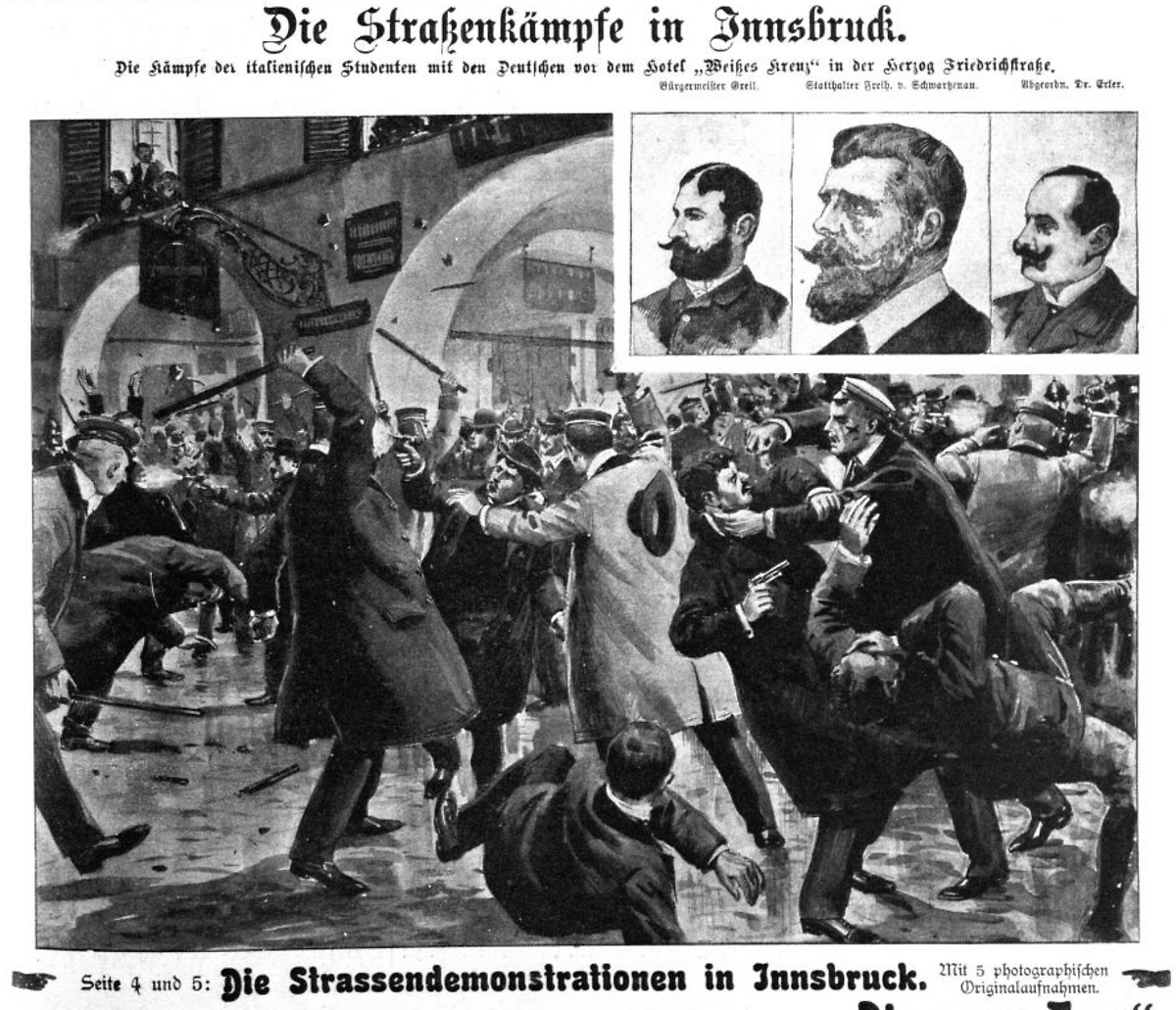
Die Straßenkämpfe 1904

Am 3. November 1904 kam es nach einer Feierlichkeit im Weissen Kreuz zur Eröffnung einer „selbständigen rechts- und staatswissenschaftlichen Fakultät mit italienischer Vortrags- und Geschäftssprache“ in Innsbruck zu zweitägigen Straßenkämpfen, welche später als Fatti di Innsbruck bekannt wurden, ein Todesopfer forderten und erst durch Beiziehung des Militärs beendet werden konnten.
Im 20. Jahrhundert kam es mehrmals zu Umbauten, 1926 wurde erneut aufgestockt, 1934 wurde die Stube vom Architekten Franz Baumann umgestaltet, 1936 wurden Heizung und Wasserleitungen verlegt und Rudolf Stolz schaffte 1952 das Putzrelief am Erker. In den 1970er-Jahren wurde das Hotel vom Architekten Günther Widmann erneut umgebaut.
Im Jahr 2017 wurde das Weisse Kreuz von Thomas Hudovernik und Brigitte Steixner übernommen und 2020 vom Südtiroler Architektenkollektiv NOA generalsaniert. Im Zuge dessen wurde das Gasthaus im Erdgeschoß geschlossen und stattdessen eine Bar im neu ausgebauten Dachboden eingerichtet.
Das Hotel Weisses Kreuz ist heute Teil der White Line-Hotels unter dem Markennamen „The Aficionados“.

## Gebäude
Das vierachsige, sechsgeschoßige Haus über rechteckigem Grundriss mit Satteldach reicht weit in die Tiefe. Die Fassade weist einen geschwungenen Giebel mit einem kleinen, auf die Spitze gestellten quadratischen Fenster auf. Der dreigeschoßige Breiterker auf neuzeitlichen Konsolen wurde 1926 von Rudolf Stolz mit einem Putzrelief versehen. Im Erdgeschoß sind die für die Herzog-Friedrich-Straße typischen Lauben eingebunden. Die Lauben sind kreuzgratgewölbt, die zwei Öffnungen sind in einem weiten Spitzbogen aus Nagelfluh geschlossen und durch einen besonders mächtigen Mittelpfeiler getrennt. In der linken Achse befindet sich eine Gedenktafel für Leopold und Wolfgang Amadeus Mozart, die 1769 hier übernachteten.
Das Innere wurde weitgehend umgebaut. Die Stube und der Aufgangsbereich wurden 1934 von Franz Baumann neu gestaltet, die Mozartstube 1948 von Wilhelm Nikolaus und Hubert Prachensky. In einem Raum im zweiten Obergeschoß hat sich ein spätgotisches hölzernes Tonnengewölbe erhalten.

### Schild und Wappen

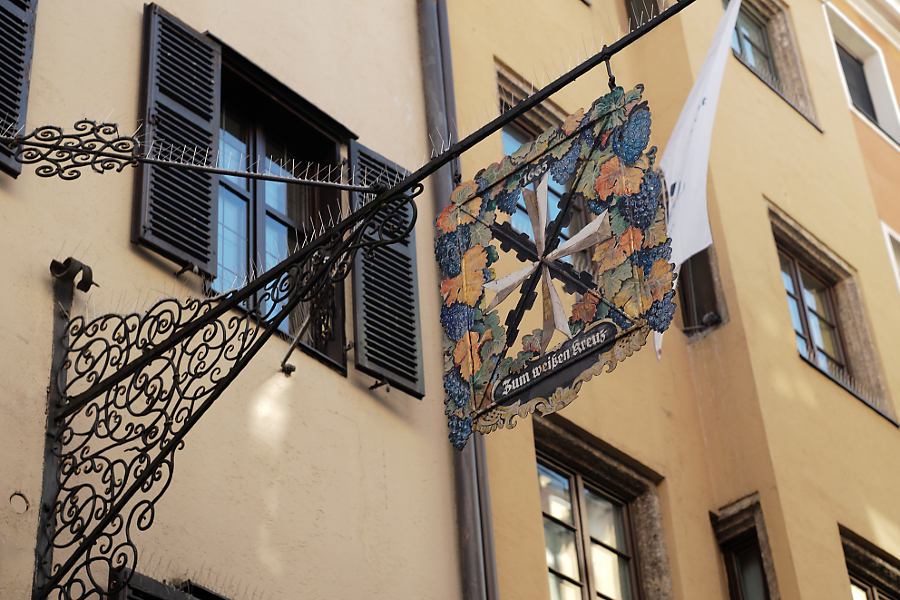
Das denkmalgeschützte Schild

Im Jahr 1665 wurde das schmiedeeiserne Wirtshausschild vom damaligen Besitzer angebracht. Das weiße Malteserkreuz soll die Gastfreundschaft der Malteserritter, welche sie entlang der Pilgerstraßen ins Heilige Land pflegten, symbolisieren. Das Weinlaub soll an das Wappen von Burgund und an die Hochzeit Kaiser Maximilians I. mit Maria von Burgund im Jahr 1477 erinnern.

## Historische Personen als Gäste
Im 17. Jahrhundert hat Claudia de’ Medici und im 18. Jahrhundert Kaiserin Maria Theresia im Weissen Kreuz genächtigt.

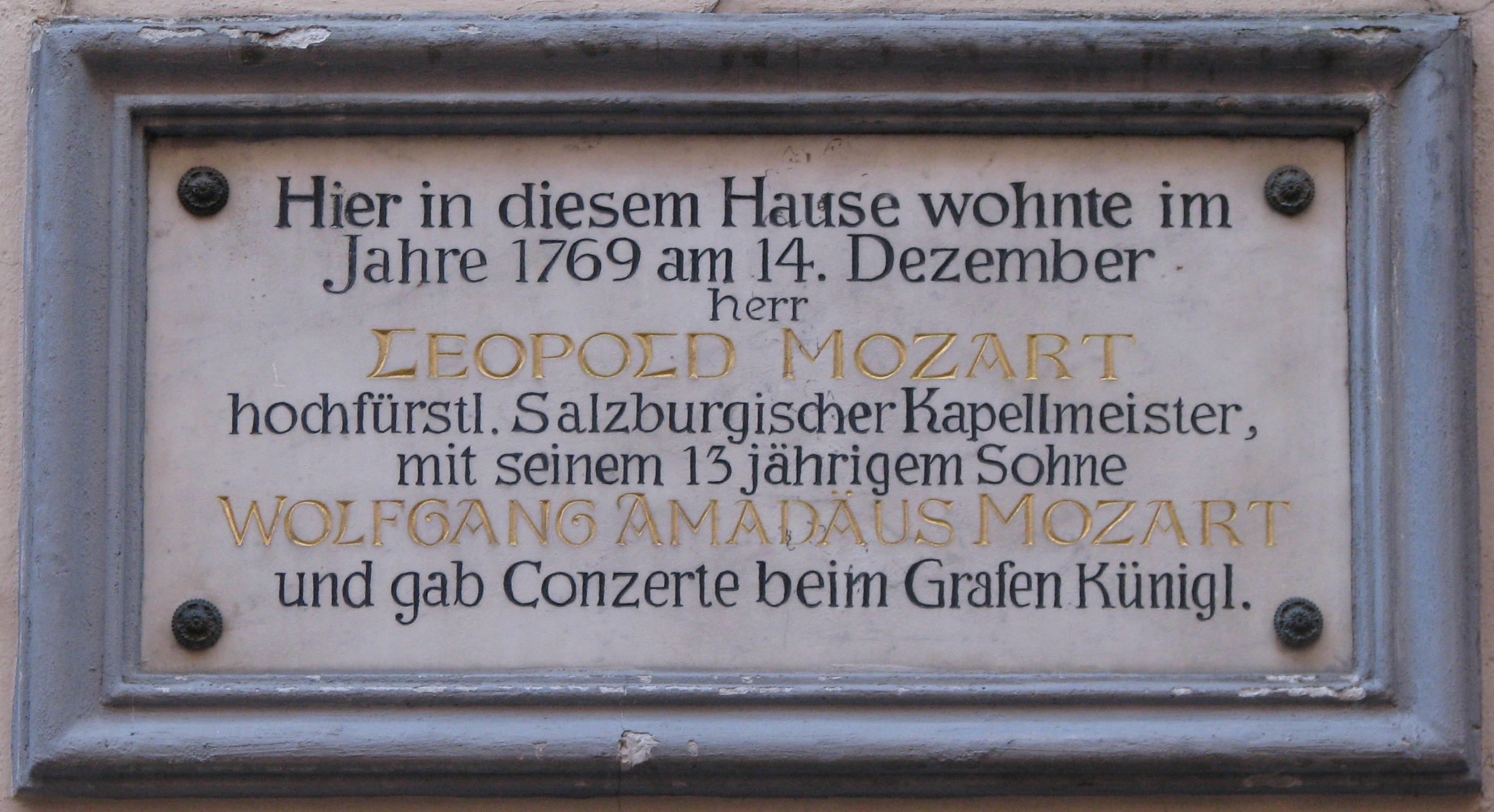
Erinnerungstafel zum Mozartbesuch im Weissen Kreuz

Im Dezember 1769 übernachtete Leopold Mozart mit seinem Sohn Wolfgang im Weissen Kreuz und schrieb am 15. Dezember in einem Brief an seine Frau: „Wir sind, Gott Lob, wohl auf. Wir logiren beym weisen Kreutz.“
1809 logierte Andreas Hofer im Weissen Kreuz und dieses war das ganze Jahr über Sitz und Versammlungsort der Tiroler Bauernschutzdeputation.
Am 18. September 1887 „präsidirte“ Parteihaupt Ritter von Schönerer im Saale zum weißen Kreuz einer Bauernvereinsversammlung.
Nach dem Einmarsch der Alliierten im Mai 1945 wurde die vorübergehende Stadtkommandantur der US-Amerikaner unter Major Eliott im Weissen Kreuz untergebracht.